# Oswaldo Cruz
Để biết thêm thông tin về một vùng phụ cận của Rio de Janeiro, xem Oswaldo Cruz (Rio de Janeiro) hay vùng phụ cận của São Paulo, xem Osvaldo Cruz.
Oswaldo Gonçalves Cruz, được biết đến nhiều hơn với tên Oswaldo Cruz 5 tháng 8 năm 1872 tại São Luíz do Paraitinga, bang São Paulo, Brasil – 11 tháng 2 năm 1917 Petrópolis, bang Rio de Janeiro) là một bác sĩ, nhà vi khuẩn học, dịch tễ học và sức khỏe cộng đồng người Brasil, đồng thời là sáng lập viên của Viện Oswaldo Cruz.

## Thời niên thiếu
Oswaldo Gonçalves Cruz sinh ngày 5 tháng 8 năm 1872 tại São Luis do Paraitinga, một thành phố nhỏ ở bang São Paulo, là con của bác sĩ Bento Gonçalvez Cruz và Amália Bulhões Cruz. Khi còn là một đứa trẻ, ông chuyển tới Rio de Janeiro cùng với gia đình. Năm 15 tuổi, ông bắt đầu học tại Khoa Y của Rio de Janeiro và vào năm 1892 ông tốt nghiệp bác sĩ với luận văn về nước như một phương tiện phát tán vi khuẩn. Được truyền cảm hứng bởi công việc của Louis Pasteur, người đã phát triển thuyết phôi của bệnh, 4 năm sau ông đến Paris để theo học ngành vi khuẩn học tại viện Viện Pasteur, nơi tập trung những tên tuổi lớn nhất của môn khoa học này lúc bấy giờ. Ông được tài trợ bởi cha vợ là một thương nhân Bồ Đào Nha giàu có.

## Làm việc tại Brasil
Khi hải cảng Santos bị hoành hành bởi bệnh dịch hạch và có nguy cơ lan rộng tới Rio de Janeiro, ngay lập tức ông đã được chỉ định là người đương đầu với đại dịch này. Thị trưởng của Rio de Janeiro lúc bấy giờ yêu cầu xây dựng một nhà máy sản xuất huyết thanh chữa bệnh dịch hạch vốn đã được Alexandre Yersin và những người cộng sự của ông phát triển thành công ở Viện Pasteur. Ông thị trưởng cũng yêu cầu Viện cử người đến Brasil chuyển giao kỹ thuật sản xuất. Và Viện Pasteur phúc đáp rằng người như thế đã có sẵn ở Brasil và đó là Bác sĩ Oswaldo Cruz.
Do đó đến ngày 25 tháng 5 năm 1900, Viện Huyết thanh liệu pháp Liên bang được thành lập để sản xuất huyết thanh và vaccine chống lại bệnh dịch hạch với Baron Pedro Afonso là tổng giám đốc và nhà vi sinh học Oswaldo Cruz là giám đốc kỹ thuật. Viện này được thành lập tại một nông trang cũ ở Manguinhos trên bờ biển phía tây vịnh Guanabara. Năm 1902, Cruz nhận chức Tổng Giám đốc của viện nghiên cứu mới thành lập này và ngay lập tức mở rộng phạm vi hoạt động của nó, không còn giới hạn trong lĩnh vực sản xuất huyết thanh mà còn đóng góp vào môn nghiên cứu khoa học cơ bản và đào tạo nguồn nhân lực. Trong những năm sau, Oswaldo Cruz được chỉ định làm Tổng Giám đốc sức khỏe công cộng, một vị trí tương đương với chức vụ Bộ trưởng Y tế ngày nay. Sử dụng Viện Huyết thanh liệu pháp làm cơ sở, ông bắt đầu những chiến dịch vệ sinh đạt nhiều kết quả rực rỡ. Nhiệm vụ đầu tiên ông phải đối mặt là: một loạt các trường hợp thuộc dịch sốt vàng, được biết đến ở Rio de Janeiro với cái tên đáng sợ Cái chết của người nước ngoài. Dịch bệnh xuất hiện trong khoảng thời gian 1897 và 1906, với 4.000 người nhập cư từ châu Âu chết vì căn bệnh này.
Ông nhanh chóng đạt được những thành công bước đầu trong việc ngăn chặn bệnh dịch hạch lan rộng, bằng việc yêu cầu bắt buộc báo cáo các ca bệnh mới, cách li người bệnh, điều trị bằng huyết thanh sản xuất tại Manguinhos và tiêu diệt vật chủ trung gian truyền bệnh là chuột cống trong cộng đồng dân cư tại thành phố.

## Tranh cãi việc tiêm chủng bệnh đậu mùa
Năm 1904, dịch bệnh đậu mùa đang đe dọa đến dân cư thủ đô. Trong khoảng thời gian 5 tháng đầu tiên của năm, có hơn 1.800 người đã phải nhập viện. Một đạo luật thúc đẩy việc tiêm chủng vaccine đậu mùa bắt buộc ở trẻ em có từ 1837 nhưng chưa bao giờ được đem ra thực thi. Vì thế, đến ngày 9 tháng 6 năm 1904, theo sự đề xuất đưa ra bởi Oswaldo Cruz, chính phủ đã đệ trình một dự luật cho Quốc hội yêu cầu tái lập việc tiêm phòng bắt buộc vaccine bệnh đậu mùa. Quy định cứng rắn và khắt khe của quy định tiêm phòng đã làm mọi người lo sợ. Sự phản đối chống lại Oswaldo Cruz tăng một cách nhanh chóng và các tờ báo đối lập bắt đầu một chiến dịch chống đối mạnh mẽ biện pháp phòng bệnh này của chính phủ liên banh. Các thành viên của Hạ viện và liên đoàn lao động cũng tham gia. Một liên đoàn chống vaccine được thành lập.
Đến ngày 10 tháng 11, cuộc Bạo loạn Vaccine nổ ra ở Rio với những cuộc chạm trán đẫm máu giữa cảnh sát và những người biểu tình bạo loạn bằng cách đình công, lập các chướng ngại, và bắn nhau trên đường phố, và lôi kéo dân chúng chống đối chính phủ. Ngày 14 tháng 11, Viện Hàn lâm Quân đội cũng tham gia vào cuộc bạo loạn nhưng các học viên bị phân tán sau các trận đấu súng dữ dội. Tình hình bất ổn đến nỗi mà chính phủ buộc phải tuyên bố tình trạng khẩn cấp. Đến 16 tháng 11, cuộc bạo loạn được kiểm soát và chiến dịch tiêm chủng bắt buộc bị đình lại. Nhưng đến năm 1908, một trận dịch đậu mùa đã bùng phát khiến cho nhiều người tử vong   ngoại trừ những người đã được tiêm phòng và Cruz được minh oan, đồng thời cống hiến của ông được mọi người công nhận.

## Công việc sau này
Trong cộng đồng khoa học gia quốc tế, không ai có thể phủ nhận được danh tiếng của ông. Năm 1907, tại Hội nghị Quốc tế về nhân khẩu học và vệ sinh lần thứ 14 ở Berlin, ông được trao huy chương vàng cho những đóng góp trong việc cải thiện điều kiện vệ sinh tại Rio de Janeiro. Năm 1909, Oswaldo Cruz nghỉ hưu khi đang còn nắm giữ chức Tổng Giám đốc Sức khỏa công cộng, và ông toàn tâm toàn ý tập trung cống hiến cho Viện Manguinhos, nơi sau này đã được mang tên ông. Từ nơi này ông đã làm một cuộc hành trình vì khoa học diệu kỳ, giúp mang lại sự hiểu biết thấu đáo hơn về sức khỏe và cuộc sống của các vùng miền trong đất nước Brasil, đóng góp vào sự định cư của người dân ở các vùng khác nhau. Ông đã loại trừ hoàn toàn bệnh sốt vàng ở các khu vực đô thị tại bang Pará. Chiến dịch vệ sinh của ông tại bang Amazonas cho phép xây dựng tuyến đường sắt Madeira-Mamoré, vốn đã bị đình trệ trước đó do số tử vong quá cao vì bệnh sốt rét và sốt vàng lan truyền giữa những người công nhân.
Năm 1913, ông được bầu làm thành viên của Viện Hàn lâm Nghệ thuật và Văn chương Brasil. Năm 1915, vì lý do sức khỏa, ông từ chức giám đốc Viện Oswaldo Cruz chuyển tới sống ở Petrópolis, một thành phố nhỏ thuộc miền núi gần Rio. Ngày 18 tháng 4 năm 1916, ông lại được bầu làm thị trưởng thành phố này và ông ngay lập tức phát họa một kế hoạch đô thị hóa rộng lớn mà ông sẽ không bao giờ tận mắt thấy nó được hoàn thành. Vào buổi sáng ngày 11 tháng 2 năm 1917, ông mất do suy thận khi còn ở tuổi 44.
Như là một kết quả của một cuộc đời ngắn ngủi đã từng bị ngộ nhận và chịu nhiều cay đắng nhưng cũng đầy thành quả Bác sĩ Oswaldo Cruz, đã gây dựng nên viện khoa học và sức khỏe tối quan trọng, đánh dấu sự mở đầu cho nền y học thực chứng ở Brasil trong nhiều lĩnh vực. Điều đó tới nay vẫn còn có một ảnh hưởng vang dội lên nền khoa học, kỹ thuật và sức khỏe công cộng của Brasil.